# Tom Farrell
Pour les articles homonymes, voir Farrell.
Thomas Francis "Tom" Farrell, né le 18 janvier 1944 à New York, est un athlète américain, qui courait surtout sur 800 mètres.
Aux Jeux olympiques d'été de 1968 de Mexico, il a remporté la médaille de bronze sur 800 mètres.

## Palmarès
- Jeux olympiques
  - Jeux olympiques de 1968 à Mexico :
    -  Médaille de bronze sur 800 mètres.

  - Jeux olympiques de 1964 à Tokyo :
    - 5e sur 800 mètres.